# Чертеница
Чертеница — река в России, протекает по Опочецкому району Псковской области. Длина реки составляет 24 км, площадь водосборного бассейна 82,5 км².
Начинается в лежащих западнее деревни Ковыряево болотах, поросших сосновым лесом и прорезанных множеством каналов. Течёт по ним в общем северном направлении мимо озера Лебединого, урочищ Иерище, Росгузово и Селиваново. В низовьях протекает к востоку от массива деревень Мялово, Арапы, Вдовишино. Устье реки находится в 71 км по правому берегу реки Исса у деревни Макушино. Высота устья — 87,8 м над уровнем моря. На большей части своего течения река канализирована.

## Данные водного реестра
По данным государственного водного реестра России относится к Балтийскому бассейновому округу, водохозяйственный участок реки — Великая. Относится к речному бассейну реки Нарва (российская часть бассейна).
Код объекта в государственном водном реестре — 01030000112102000027987.